# دوره مقاومتی (فیزیولوژی)
مقاومت از ویژگی‌های اساسی هر موج خودکار(auotowave) است، به طوری که دریک حالت خاص به هیچ تحریک پاسخ ای داده نمی‌شود. به عبارتی دوره مقاومتی زمان بازیابی است. یک دوره زمانی که با حرکت نقطهٔ تصویر در شاخهٔ سمت راست ایزوکلین همراه است.(برای جزئیات بیشتر می‌توانید قسمت واکنش انتشار و معادله دیفرانسیل جزئی سهموی مراجعه کنید)
در علم فیزیولوژی دوره مقاومتی دوره ای است که سلول یا ارگان از تکرار یک عملکرد خاص ناتوان است یا دقیق تر مدت زمان ای که برای یک تحریک غشا طول می‌کشد تا برای بار دوم آماده تحریک شود که معمولاً به تحریک الکتریکی سلول‌های عضلانی یا عصبی اشاره دارد.

نمودار نشان دهنده ثبت الکتروفیزیولوژی پتانسیل عمل در فاز مختلف که در یک سلول رخ می‌دهد.

دوره مقاومتی مطلق مطابق با دپلاریزاسیون و ریپلاریزاسیون است و دوره مقاومتی نسبی نیز به زمان هایپرپلاریزاسیون مربوط می‌شود.

## استفاده‌های الکتروشیمیایی
بعد از اولین پتانسیل عمل دوره مقاومتی به دو صورت تعریف می‌شود:
دوره مطلق مقاومتی تقریباً کل مدت زمان پتانسیل عمل است، به علت غیرفعال شدن کانال‌های سدیمی است که معمولاً برای دپلاریزاسیون غشا باز می‌شوند که این کانال‌ها تا موقع هایپر پلاریزاسیون غیرفعال می‌مانند سپس کانال‌ها بسته می‌شوند و دوباره توانایی پاسخ به تحریک را پیدا می‌کنند.
دوره مقاومت نسبی بلافاصله دوره مقاومتی مطلق را دنبال می‌کند، وقتی که گیت‌های کانال پتاسیمی به منظور پایان دادن به پتانسیل استراحت باز می‌شود با رپلاریزاسیون غشا نفوذ پذیری غشا نسبت به پتاسیم به‌طور چشمگیری افزایش می‌یابد، یون‌های پتاسیم به سمت بیرون سلول حرکت می‌کنند و پتانسیل غشا را به حالت تعادل درمی‌آورند. این امر باعث می‌شود غشا کمی هاپرپلاریزاسیون شود یعنی پتانسیل غشا به صورت موقت منفی تر از حالت تعادل شود. تا این که با نفوذ پذیری پتاسیم به مقدار استراحت برمی گردد. برای دپلاریزاسیون دوم تحریک بزرگتری برای رسیدن به شروع تریشلد نیاز است. بازگشت پتانسیل استراحت به حالت تعادل، مشخص‌کننده پایان دوره مقاومتی نسبی می‌باشد.

## دوره مقاومتی قلبی

دوره مقاومتی مؤثر

دوره مقاومتی در فیزیولوژیِ قلبی مربوط به جریان یون هاست. در سلول‌های قلبی همانند سلول‌های عصبی جریان داخل و خارج سلول یون‌ها تبدیل به اختلاف ولتاژ فضای درون سلول نسبت به بیرون آن می‌شود، این تغییرات ولتاژ به پتانسیل عمل اشاره دارد. برخلاف سلول‌های عصبی پتانسیل عمل سلول‌های قلبی نزدیک به ۱۰۰میلی ثانیه است (تغییراتش وابسته به نوع سلول و… است). بعد از شروع پتانسیل عمل سلول‌های قلب، سلول‌های قلبی به مدت زمانی نمی‌توانند پتانسیل عمل دیگری را شروع کنند (که کمی کوتاه‌تر از مدت زمان پتانسیل عمل واقعی است) این دوره زمانی اشاره به دوره زمانی مقاومتی دارد؛ که حدود ۲۵۰ میلی ثانیه طول می‌کشد و از قلب محافظت می‌کند.
به‌طور کلاسیک دوره مقاومتی سلول‌های قلبی به دوره مقاومتی مطلق و دوره مقاومتی نسبی تقسیم می‌شود. در طول دوره مقاومتی مطلق سلول‌های قلبی پتانسیل عمل جدیدی را نمی‌تواند رخ دهد. در طول دوره مقاومتی نسبی پتانسیل عمل جدید سلول‌های قلبی می‌تواند تحت شرایط مناسبی رخ دهد.
دوره زمانی مقاومتی سلول‌های قلبی می‌تواند نتایج مختلفی داشته باشد که علت تاکی کاردی هستند. نمونه‌هایی از تحریک در میوکارد یک فرم ورود مجدد هستند، چنین مواردی می‌تواند مکانیسم تهدیدکننده آریتمیهای قلبی باشد. امواج مارپیچی یاچرخان می‌توان می‌تواند در دهلیز هایافت شود که می‌تواند باعث فیبریلاسیون دهلیزی شود.

## دوره مقاومتی نورونی
دوره مقاومتی در نورون بعد از پتانسیل عمل اتفاق می‌افتد و به‌طور معمول یک میلی ثانیه طول می‌کشد، یک پتانسیل عمل شامل سه فاز است:
فاز اول دپلاریزاسیون است. در طول دپلاریزاسیون گیت‌های کانال‌های سدیمی باز می‌شود؛ و نفوذ پذیری غشای نرون‌ها نسبت به هدایت یون‌های سدیم افزایش می‌یابد و پتانسیل غشای سلول را دپلاریزه می‌کند (که معمولاً از -۷۰میلی ولت تا یک پتانسیل مثبت است). به عبارت دیگر غشا کمی منفی است بعد از پتانسیل، به تریشلد فعالیت (۵۵- میلی ولت می‌رسد)، دپلاریزاسیون به‌طور فعال توسط نورون‌ها ایجاد می‌شود و پتانسیل عمل از حالت تعادل به مقدار مثبت۳۰ میلی ولت می‌رسد.
فاز دوم رپلاریزاسیون است، در طول رپلاریزاسیون گیت کانال‌های سدیمی غیرفعال می‌شوند، (با حالت بسته متفاوت است) تا الان غشا دپلایزه بود حال کانال‌های پتاسیمی فعال می‌شوند (باز می‌شوند) دو عمل غیرفعال شدن کانال‌های سدیمی و بازشدن کانال‌های پتاسیمی غشای سلول را رپلاریزه می‌کند تا آن را به حالت پتانسیل استراحت غشا بازگرداند.
وقتی که پتانسیل غشا می‌خواهد به حالت استراحت برگردد اگر از این مقدار جهش اضافه ای داشته باشد (-۶۰ میلی ولت) وارد فاز هایپرپلاریزاسیون می‌شود این مرحله وقتی اتفاق می‌افتد که نفوذپذیری پتاسیم از غشا بیشتر از مقدار استراحت باشد، نفوذ پذیری پتاسیم در نهایت کاهش می‌یابد و سلول به حالت استراحت بازمی‌گردد.
دوره مقاومتی به علت غیرفعال بودن کانال‌های سدیمی و بسته شدن با تأخیر کانال‌های پتاسیمی است.
ولتاژگیت‌های سدیمی دو مکانیسم دارد. مکانیسم فعالیت که کانال‌های سدیمی باز می‌شود و دپلاریزاسیون انجام می‌شود، و مکانیسم بسته شدن که با رپلاریزاسیون همراه است. وقتی که کانال در حالت غیرفعال است برای دپلاریزاسیون باز نمی‌شود. دوره زمانی که کانال‌های سدیمی در حالت غیرفعال باقی می‌مانند دوره مقاومتی مطلق نامیده می‌شود بعد از این دوره امکان دپلاریزاسیون وجود دارد. به هر حال گیت‌های کانال‌های پتاسیمی که به منظور رپلاریزاسیون باز شده‌اند به سرعت گیت کانال‌های سدیمی بسته نمی‌شوند در طول این مدت غشا در حد آستانه بالاتری قرار دارد و برای اینکه پتانسیل عمل انجام شود به تحریک بیشتری نیاز است که این دوره، دوره مقاومتی نسبی است.